# Vympel
Pour l'unité du KGB, voir Vympel (unité).
Vympel est une société russe de recherche et de conception militaire basée près de Moscou, connue pour sa production de missiles air-air. Elle produit également des missiles air-sol et des missiles anti-balistiques. La société démarra sous l'ère soviétique, en tant qu'OKB.

## OKB-134: l'ère Ivan Toropov
Vympel démarre son activité après la Seconde Guerre mondiale sous le nom d'OKB-134. Ivan I. Toropov est alors leader de l'équipe. Le premier produit conçu est le K-7. Le premier missile produit en série est le K-13 (R-13), en 1958. Toropov déménage à Touchino Aviation Facility en 1961 puis est remplacé par Andrey Lyapin. Plus tard, dans les années 1966-1968, l'OKB est rebaptisé Vympel. En 1977, Bisnovat Matus, le concepteur en chef et ingénieur de Vympel décède. Khokhlov dirige l'équipe jusqu'en 1981, année où Genadiy A. Sokolovski lui succède.

## Projets notables

### Missiles air-air
- K-13/R-13 (AA-2 "Atoll")
- R-4 (AA-5 "Ash")
- R-23/R-24 (AA-7 "Apex")
- R-27 (AA-10 "Alamo")
- R-33 (AA-9 "Amos")
- R-37 (AA-13 "Arrow")
- R-40 (AA-6 "Acrid")
- R-60 (AA-8 "Aphid")
- R-73 (AA-11 "Archer")
- R-77 (AA-12 "Adder")

### Missiles air-sol
- Kh-29 (AS-14 "Kegde")
- Terra-3 (Centre de tir au laser développé par les Soviétiques dans les années 60).

### Missiles surface-air
- Système de défense 3M9 SA  (SA-6 "Gainful")

1. ↑  « http://www.rbc.ru/magazine/2016/05/5716c2249a79472b85254179 »